# خافيير بيريز دي كوييار
خافيير بيريز دي كوييار (بالإسبانية: Javier Pérez de Cuéllar)‏ (1920-2020) ولد في ليما، بيرو، في 19 كانون الثاني/يناير 1920. محام ودبلوماسي بيروفي متمرس كان الأمين العام الخامس للأمم المتحدة لفترتين متتاليتين من 1 كانون الثاني/يناير 1982 إلى 1 كانون الثاني/يناير 1992. دخل المنافسة على رئاسة بيرو في عام 1995 وخسرها لصالح ألبرتو فوجيموري، والتي استقال منها فوجيموري لاحقاً بسبب اتهامات بالفساد.
تولى منصب رئيس مجلس وزراء البيرو الثامن والعشرون ووزير الخارجية للفترة من 22 نوفمبر 2000 إلى 28 يوليو 2001. في سبتمبر 2004 استقال من منصبه كسفير لبيرو في فرنسا، حيث كان يقيم سابقًا. وكان عضوًا في نادي مدريد، وهي مجموعة تضم أكثر من 100 من رؤساء الدول السابقين ورؤساء وزراء الدول الديمقراطية، والتي تعمل على تعزيز الديمقراطية في جميع أنحاء العالم. توفي في الرابع من مارس 2020 عن عمر 100 عام بعد صراعه مع المرض.

## حياته السياسية
وقد التحق بوزارة خارجية بيرو في عام 1940، وبالدائرة الدبلوماسية في عام 1944، وعمل بعد ذلك سكرتيرًا في سفارات بيرو في فرنسا والمملكة المتحدة وبوليفيا والبرازيل، ثم تولى منصب المستشار، والمستشار الوزير، في سفارة بيرو في البرازيل.
وبعد عودته إلى ليما في عام 1961 رقي إلى رتبة سفير في العام التالي، وشغل المناصب المتعاقبة التالية: مدير إدارة الشؤون القانونية، ومدير الشؤون الإدارية، ومدير شؤون المراسم، ومدير الشؤون السياسية. وفي عام 1966، عُيّن أمينًا عامًا (نائب وزير) للشؤون الخارجية. وفي عام 1981، عمل مستشارًا قانونيًا في وزارة الخارجية.
وكان بيريز دي كوييار سفير بيرو إلى سويسرا والاتحاد السوفياتي وبولندا وفنزويلا.
وكان عضوًا في وفد بيرو إلى الجمعية العامة في دورتها الأولى التي عقدت في عام 1946 وعضوًا في وفد بيرو إلى الدورات الخامسة والعشرين إلى الثلاثين للجمعية العامة. وفي عام 1971 عُينَ ممثلاً دائمًا لبيرو لدى الأمم المتحدة، ورأس وفد بلده إلى جميع دورات الجمعية العامة منذ ذلك الحين حتى عام 1975.
وفي عامي 1973 و1974، مثّل بلده في مجلس الأمن وكان رئيسًا للمجلس إبان الأحداث التي جرت في قبرص في تموز/يوليه 1974. وفي 18 أيلول/سبتمبر 1975، عُيّن ممثلاً خاصًا للأمين العام في قبرص، وظل يشغل هذا المنصب حتى كانون الأول/ديسمبر 1977، وهو التاريخ الذي عاد فيه إلى العمل في وزارة خارجية بلده.
وفي 27 شباط/فبراير 1979، عُيّن وكيلاً للأمين العام للأمم المتحدة للشؤون السياسية الخاصة. وعمل اعتبارًا من نيسان/أبريل 1981، وهو لا يزال يشغل هذا المنصب، ممثلاً خاصًا للأمين العام لمعالجة الحالة المتعلقة بأفغانستان. وزار، بصفته هذه، باكستان وأفغانستان في نيسان/أبريل وآب/أغسطس من ذلك العام لمواصلة المفاوضات التي كان قد بدأها الأمين العام قبل ذلك ببضعة أشهر.
وفي أيار/مايو 1981 عاد مرة أخرى إلى العمل في وزارة خارجية بلده ولكنه ظل يمثل الأمين العام فيما يتصل بالحالة المتعلقة بأفغانستان إلى أن تم تعيينه في كانون الأول/ديسمبر من العام المذكور أمينا عاما للأمم المتحدة.
وعمل أيضا أستاذًا للقانون الدولي في الأكاديمية الدبلوماسية لبيرو، وأستاذًا للعلاقات الدولية في الأكاديمية العسكرية الجوية لبيرو. وله مؤلّف يحمل عنوان Manual de Derecho Diplomatico (دليل القانون الدبلوماسي) (1964).

## الشهادات الفخرية
ومُنح بيريز دي كوييار الدكتوراه الفخرية من الجامعات التالية: جامعة نيس؛ وجامعة جاجيلونيان في كراكو، ببولندا؛ وجامعة تشارلز في براغ؛ وجامعة صوفيا؛ وجامعة سان ماركوس في ليما؛ والجامعة الحرة في بروكسل؛ وجامعة كارليتون في أوتاوا، كندا؛ وجامعة باريس (السوربون)؛ وجامعة فيسفا - بهاراتي في البنغال الغربية، بالهند؛ وجامعة ميتشجان؛ وجامعة أوزنابروك في جمهورية ألمانيا الاتحادية؛ وجامعة كويمبرا في كويمبرا، البرتغال، والجامعة الحكومية المنغولية في أولان باتور؛ وجامعة هومبولت في برلين؛ وجامعة موسكو الحكومية؛ وجامعة مالطة في فاليتا؛ وجامعة ليدن في هولندا؛ وجامعة لا سال في فيلاديلفيا؛ وجامعة توفتس في ميدفورد، ماساتشوسيتس؛ وجامعة جونز هوبكنز في بالتيمور، ماريلاند؛ وجامعة كامبريدج في المملكة المتحدة.
وعلى امتداد الحياة الوظيفية لبيريز دي كوييار منحه نحو 25 بلدا درجة الدكتوراه.

## جائزة أمير أستورياس
في تشرين الأول/أكتوبر 1987 مُنح خافيير بيريز جائزة أمير أستورياس لتعزيز التعاون الأيبيري الأمريكي. وفي كانون الثاني/يناير 1989 منحه صندوق أولوف بالم التذكاري جائزة أولوف بالم للتفاهم الدولي والأمن المشترك. ومُنح في شباط/فبراير 1989 جائزة جواهر لال نهرو للتفاهم الدولي.

## عائلته
بيريز دي كوييار متزوج وله اثنان من الأولاد.

## وصلات خارجية
- خافيير بيريز دي كوييار على موقع IMDb (الإنجليزية)
- خافيير بيريز دي كوييار على موقع الموسوعة البريطانية (الإنجليزية)
- خافيير بيريز دي كوييار على موقع مونزينجر (الألمانية)
- خافيير بيريز دي كوييار على موقع إن إن دي بي (الإنجليزية)
- خافيير بيريز دي كوييار على موقع ديسكوغز (الإنجليزية)
- صفحة الأمناء العامون للأمم المتحدة

| المناصب السياسية   | المناصب السياسية                   | المناصب السياسية    |
| ------------------ | ---------------------------------- | ------------------- |
| سبقه كورت فالدهايم | أمين عام الأمم المتحدة 1982 - 1992 | تبعه بطرس بطرس غالي |